# Vô thượng hoàng
Vô thượng hoàng (chữ Hán: 無上皇) là một danh hiệu được chế định vào thời Bắc Tề, dùng như một danh hiệu cao quý hơn Thái thượng hoàng. Về ý nghĩa, danh hiệu này là danh hiệu cao quý nhất dành cho một vị vua trong lịch sử phong kiến các nước Đông Á, nhưng chỉ tồn tại ở Trung Quốc, chưa từng xuất hiện trong lịch sử các quốc gia đồng văn gồm Triều Tiên, Nhật Bản và Việt Nam. 
Nói cách khác, Vô Thượng Hoàng có thể là cha của Thái thượng hoàng, ông nội của Hoàng đế hoặc là bề trên của Thái thượng hoàng và Đương kim Hoàng đế. Trong lịch sử các quốc gia đồng văn Đông Á, ngoại trừ chế độ của Nhật Bản, thì còn lại các quốc gia Hán quyển rất hiếm có trường hợp hi hữu này, nên danh vị Vô thượng hoàng chỉ là một khái niệm để hình dung, chứ không phải danh hiệu chính thức có quy định và lịch sử lâu dài.

## Danh sách Vô thượng hoàng

### Trung Quốc
Năm 576, quân Bắc Chu công hãm kinh thành, Bắc Tề Hậu Chủ Cao Vĩ trên đường rút lui đã trao lại ngai vàng cho Thái tử Cao Hằng. Năm 577, Bắc Tề Thái thượng hoàng Cao Vĩ hạ lệnh cho Bắc Tề Ấu Chủ Cao Hằng nhường lại ngôi vị cho Nhiệm Thành vương Cao Dai, sau đó ông cùng Cao Hằng bỏ chạy trước sự truy kích của đối phương. Thái thượng hoàng Cao Vĩ được tôn làm [Vô thượng hoàng].
Như vậy, Bắc Tề Hậu Chủ Cao Vĩ là vị Vô thượng hoàng duy nhất trong lịch sử các vương triều phong kiến Trung Quốc. Tuy nhiên khi ấy thời loạn lạc, Cao Vĩ không được xem là có danh vị chính thức. 

### Nhật Bản

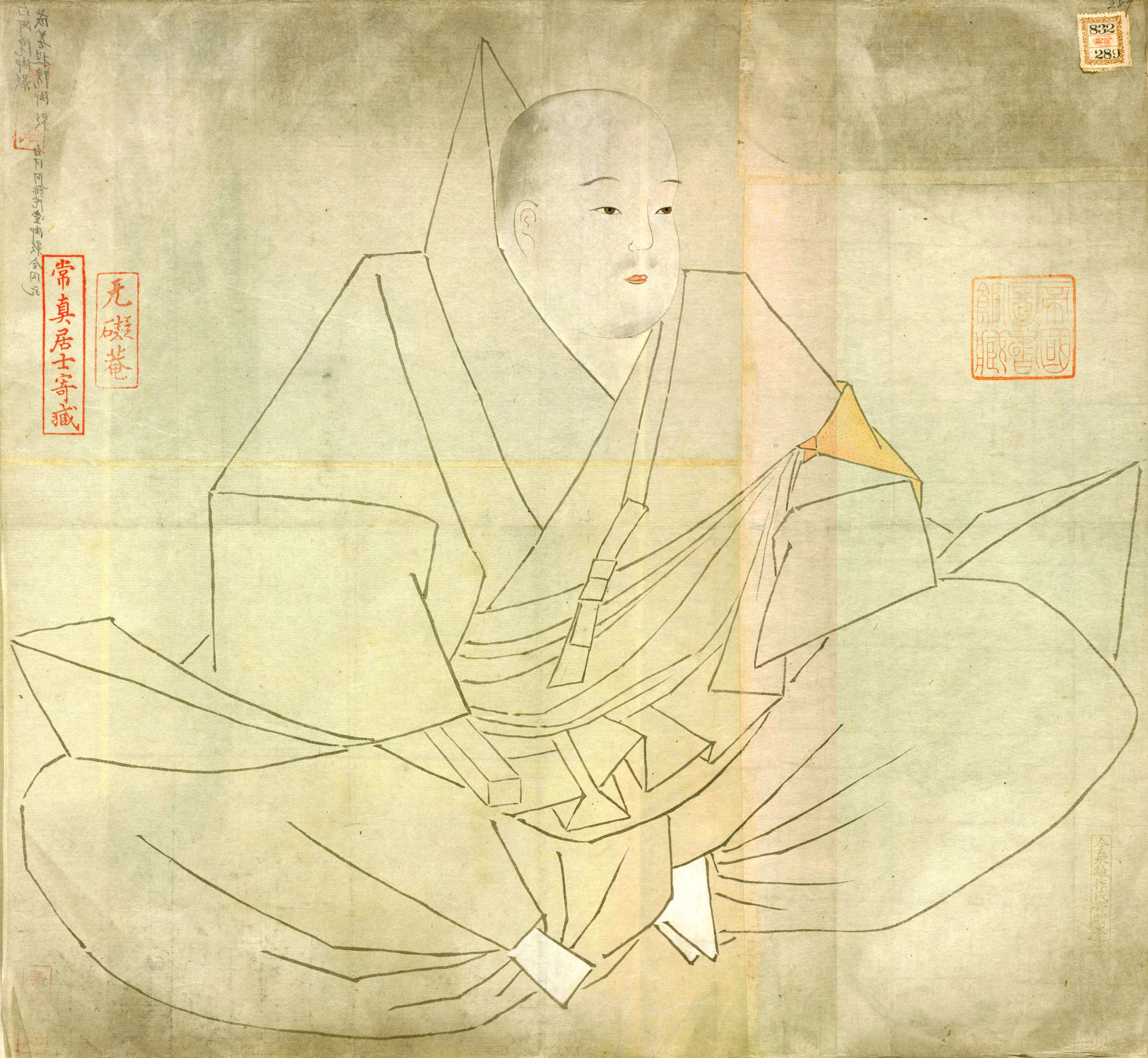
Thiên hoàng Shirakawa - Pháp Hoàng quyền uy trong thời Thiên hoàng Toba và Thiên hoàng Sutoku.

Trong lịch sử Nhật Bản, do số lượng Thái thượng Thiên hoàng (còn gọi là Thái thượng Pháp hoàng) truyền ngôi trong lúc còn rất trẻ trong khi vị Thái thượng Thiên Hoàng trước đó vẫn còn tại vị rất nhiều, nên những vị Thiên hoàng có địa vị cao hơn Thái thượng Thiên hoàng rất nhiều. Tuy nhiên, lịch sử Nhật Bản cũng không gọi những vị này là [Vô Thượng hoàng], mà chỉ dùng danh hiệu [Viện; 院] theo truyền thống để phân biệt.
Khi có một lúc 3 vị tiền nhậm Thiên Hoàng:
1. Tiên tiên tiên nhậm Thiên Hoàng: Nhất viện (一院; hoặc Bản viện; 本院), tức là Thái thượng hoàng đời thứ ba.
2. Tiền tiền nhiệm Thiên hoàng: Trung viện (中院), tức là Thái thượng hoàng đời thứ hai.
3. Tiền nhiệm Thiên hoàng: Tân viện (新院), tức là Thái thượng hoàng đời thứ nhất.

Khi có hai vị Thiên Hoàng:
1. Tiền tiền nhiệm Thiên hoàng: Nhất viện (一院; hoặc Bản viện; 本院), tức là Thái thượng hoàng đời trước.
2. Tiền nhiệm Thiên hoàng: Tân viện (新院), tức là Thái thượng hoàng đời đầu.

Quyền lực của các "Vô thượng hoàng" tại Nhật Bản cơ bản dựa vào mối quan hệ trong hoàng thất, cũng như địa vị trưởng bối của mình. Với sự biến động chính trị phức tạp của Nhật Bản, vào thời Heian, liên tiếp có nhiều Thiên Hoàng và Thượng Hoàng cùng tồn tại, do đó ai trước ai sau, lớn tuổi nhất hay không sẽ có lợi thế lớn trong chính trường.
Danh sách các vị đáng chú ý
1. Năm 1087, Thiên hoàng Shirakawa nhường ngôi cho con trai là Thân vương Taruhito, được tôn hiệu là Thái thượng Thiên hoàng. Năm 1096, ông xuất gia làm sư, được tôn xưng là Thái thượng Pháp hoàng[5]. Năm 1107, Thiên hoàng Horikawa băng hà, Pháp hoàng Shirakawa đưa cháu nội mới 5 tuổi lên kế vị, hiệu là Thiên hoàng Toba. Năm 1123, Pháp hoàng Shirakawa ép Thiên hoàng Toba phải nhường ngôi cho con trai mới 5 tuổi, Thân vương Akihito, hiệu là Thiên hoàng Sutoku. Ông trở thành vị Pháp Hoàng tối cao của Nhật Bản cho đến lúc băng hà vào năm 1129, xưng gọi [Bạch Hà Pháp hoàng; 白河法皇][6].
2. Năm 1158, Thiên hoàng Go-Shirakawa chưa đầy 4 năm đã thoái vị, nhường ngôi cho con trưởng là Thân vương Morihito rồi lui về làm Thái thượng Thiên hoàng[7][8]. Năm 1165, Thiên hoàng Nijō truyền ngôi vị cho con là Hoàng tử Yorihito rồi lui về hậu cung.[9][10][11]. Tuy nhiên, Thượng hoàng Morihito chỉ tại vị một tháng thì băng hà. Năm 1168, Thượng hoàng Go-Shirakawa ép Thiên hoàng Rokujō [12][13] nhường ngôi cho người con thứ 7 của mình là Thân vương Norihito[14], sau đó ông xuất gia nên được tôn xưng Pháp hoàng. Thượng hoàng Rokujō giữ ngôi được 8 năm thì tạ thế. Năm 1180, Thiên hoàng Takakura nhường ngôi lại cho Thân vương Tokihito rồi lui về là Thái thượng Thiên hoàng, một năm sau ông mất[15][16][17]. Như vậy, Pháp Hoàng Go-Shirakawa duy trì ngôi vị suốt 2 đời Thái thượng Thiên hoàng nhưng 2 vị kia đều mất trước, ông thường được tôn xưng là [Hậu Bạch Hà viện; 後白河院] hoặc [Hành Chân Pháp hoàng; 行真法皇].
3. Năm 1274, Thiên hoàng Kameyama thoái vị nhường ngôi cho con trai thứ 2 là Thân vương Yohito để lên làm Thái thượng Thiên hoàng[18][19]. Năm 1287, Thiên hoàng Go-Uda, do áp lực của Mạc phủ Kamakura đành phải thoái vị nhường ngôi cho Thái tử, vốn thuộc dòng Jimyōin, là Thân vương Hirohito, để lên làm Thái thượng Thiên hoàng. Năm 1289, Thượng hoàng Kameyama xuất gia, trở thành [Quy Sơn Pháp hoàng; 亀山法皇] hay [Quy Sơn viện; 亀山院][20][21]. Năm 1298, Thiên hoàng Fushimi thoái vị nhường ngôi cho cho con trai cả là Thái tử Thân vương Tanehito, để lên làm Thái thượng Thiên hoàng[22][23]. Vậy là Pháp hoàng Kameyama trở thành vị [Bản viện Thái thượng thiên hoàng], còn Thượng hoàng Go-Uda thì trở thành [Trung viện Thái thượng thiên hoàng][24][25]. Năm 1301, thế lực của dòng Daikakuji trỗi dậy, gây áp lực cho cha con Thiên hoàng Go-Fushimi Tanehito, buộc phải thoái vị nhường ngôi cho Thân vương Kuniharu, một người thuộc dòng Daikakuji, trở thành Thái thượng Thiên hoàng. Pháp hoàng Kameyama trong thời gian này là [Quy Sơn điện; 亀山殿], giữ vai trò một Pháp hoàng có tiếng nói nhất trong hoàng thất cho đến khi qua đời[26][27].

### Việt Nam
Trong lịch sử Việt Nam không có Vô thượng hoàng, theo chế độ nhà Trần khi Thái thượng hoàng mất thì đương kim hoàng thượng mới thực hiện việc nhường ngôi. Nhà Hồ và nhà Mạc còn chưa kịp ổn định tình hình chính trị đã tán vong, nhà Lê trung hưng bị quyền thần lấn lướt nên không thể tự quyết việc nhường ngôi khi Thái thượng hoàng đang tại vị.

### Triều Tiên
Năm 1408, Triều Tiên Thái Tổ Lý Thành Quế bị người con thứ 5 là Lý Phương Viễn ép phải nhường ngôi cho con trai thứ 2 là Lý Phương Quả, hai năm sau Lý Phương Quả tuyên bố nhượng vị cho Lý Phương Viễn, tức Triều Tiên Thái Tông. Triều Tiên bởi xưng thần với nhà Minh nên chỉ có tước Vương, cũng không dùng danh vị [Vô thượng vương; 無上王] mà chỉ phân biệt gọi Lý Thành Quế là [Thái thượng vương; 太上王], còn Lý Phương Quả trở thành [Thượng vương; 上王]. 
Đây là trường hợp duy nhất trong lịch sử Triều Tiên có đồng thời hai vị Thượng vương.